# Frederick Weigel
Frederick Weigel (* 8. Mai 2005 in Rüdersdorf bei Berlin) ist ein deutscher Leichtathlet in der Disziplin Gehen und wird von seinem Vater Ronald Weigel trainiert. Seine größten Erfolge erreichte er mit dem Sieg im 10.000-Meter-Bahngehen bei den U18-Europameisterschaften in Jerusalem 2022 und bei den U20-Europameisterschaften in Jerusalem 2023.

## Sportliche Karriere
Weigel trainiert seit 2020 beim OSC Potsdam und fokussiert sich auf die Disziplin Gehen. Im Jahr 2020 ging er in die Trainingsgruppe der Nachwuchs-Bundestrainerin (Gehen) Manja Berger. Im Jahr 2021 gewann er Gold bei den Deutschen Meisterschaften in Frankfurt (Main) im 10-km-Straßengehen in einer Zeit von 46:33 min, obwohl er nach drei Verwarnungen sogar 50 Meter vor dem Ziel noch eine Zeitstrafe von 60 Sekunden abwarten musste. Aufgrund der COVID-19-Pandemie konnten ausschließlich Bundeskader-Athletinnen und Bundeskader-Athleten teilnehmen.
Frederick Weigel wurde 2021 bei den Deutschen Jugendmeisterschaften U20/U18 2021 in Rostock im 5000-Meter-Bahngehen Deutscher Meister in einer Zeit von 22:40,74 min. Im gleichen Jahr wechselte er auf die Sportschule Potsdam und somit auch in die Trainingsgruppe seines Vaters und Bundestrainer Ronald Weigel, welcher selbst ein erfolgreicher Geher war und Träger dreier Olympiamedaillen und Weltmeister im Jahr 1983 ist.
Bei den Team-Weltmeisterschaften der Geher 2022 in Maskat (Oman) startete Weigel im 10-km-Straßengehen in der männlichen U20 und kam auf Platz 16 in einer Zeit von 47:47 min ins Ziel. Frederick konnte bei den Berlin-Brandenburgischen Meisterschaften am 21. Mai 2022 eine neue Deutsche U18-Bestleistung im 5000-Meter-Bahngehen in einer Zeit von 20:06,70 min aufstellen. Bei den U18-Europameisterschaften in Jerusalem 2022 konnte Weigel seinen bisher größten Erfolg erzielen. Er gewann am 7. Juli 2022 im 10.000-Meter-Bahngehen Gold in einer Zeit von 44:01 min und konnte damit einen neuen Meisterschaftsrekord aufstellen.
2023 wurde er, erneut in Jerusalem, U20-Europameister im 10.000-Meter-Bahngehen in einer Zeit von 41:53,58 min.
Am 21. April 2024 belegte er bei den Geher-Team-Weltmeisterschaften im 10-km-Straßengehen den 9. Platz mit persönlicher Bestleistung in 40:53 min. Bei den U20-Weltmeisterschaften im August 2024 in Lima (Peru) belegte er mit einer Zeit von 40:52,97 min den 11. Platz.

## Beruflicher Werdegang

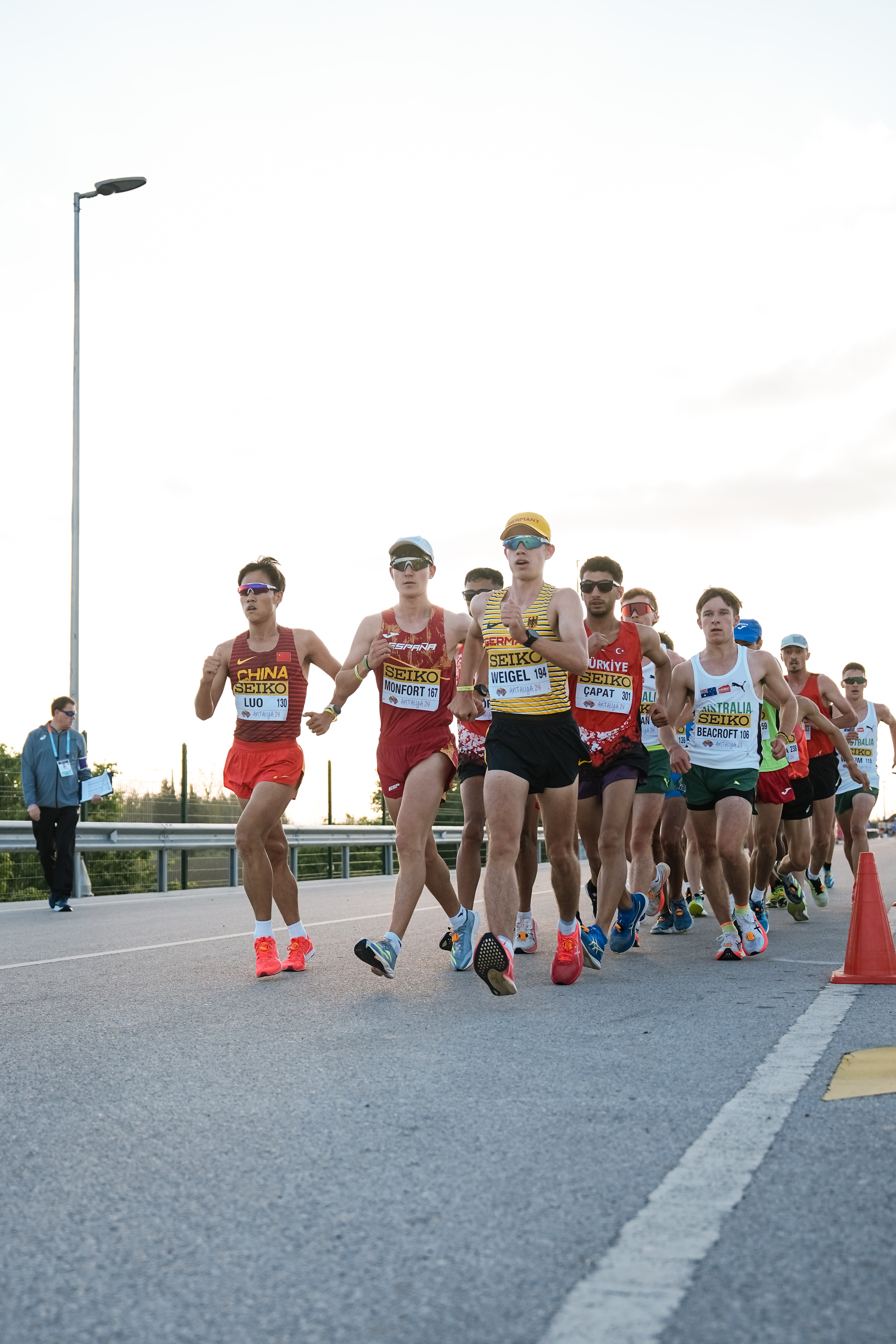
Team-WM 2024 in Antalya

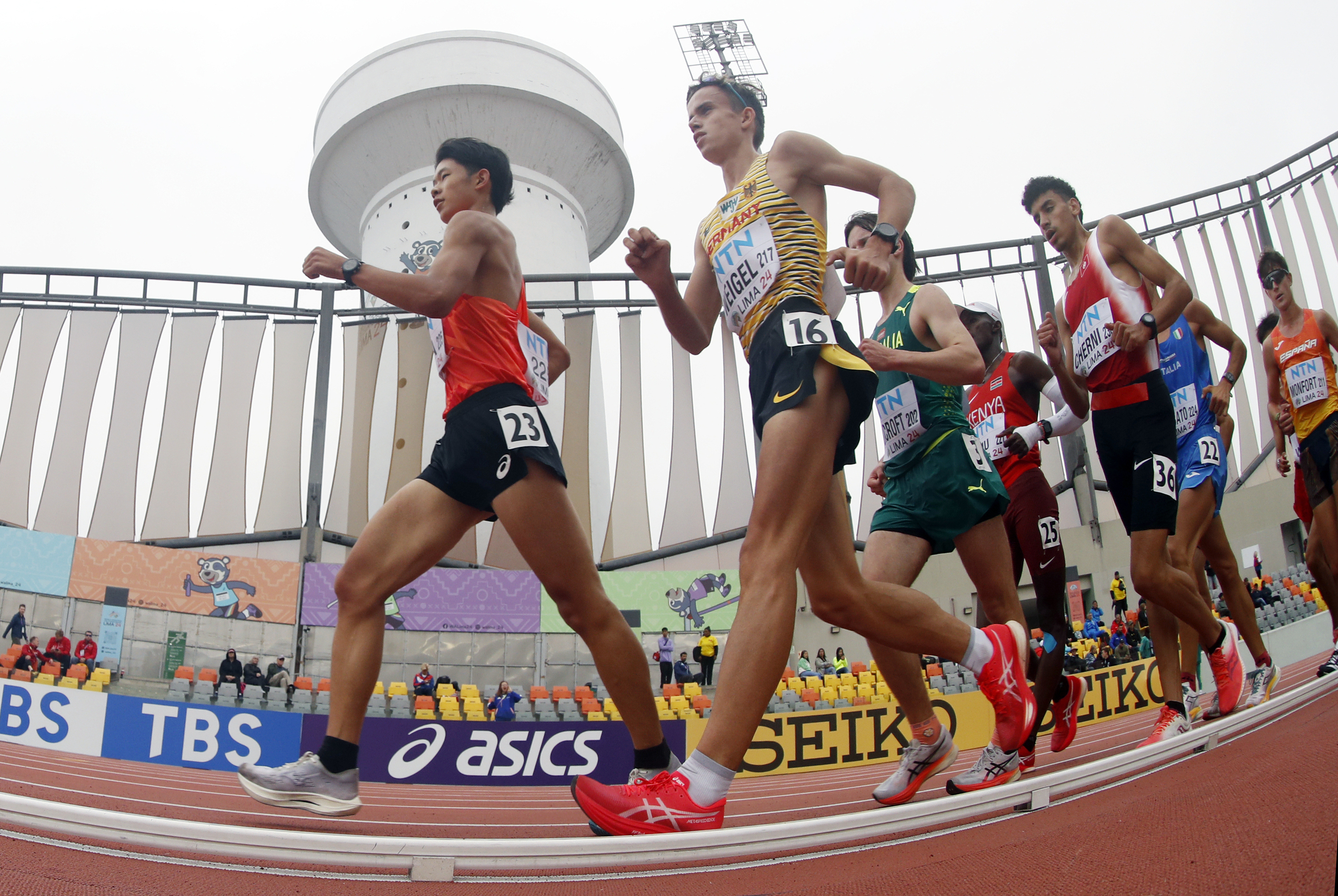
U20-WM Lima (Peru)

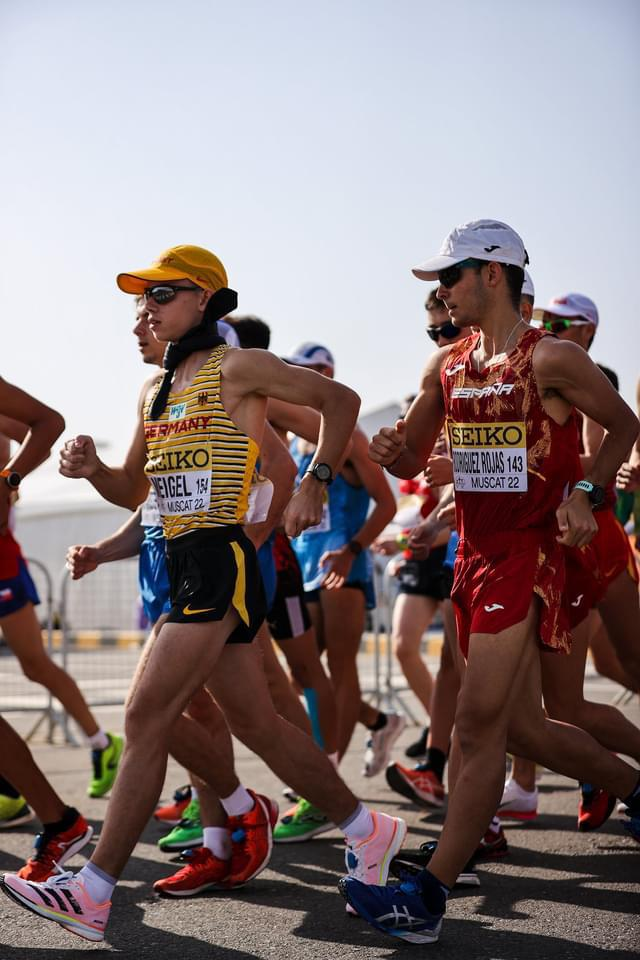
Frederick Weigel bei Team-WM im Oman 2022

Frederick Weigel absolvierte seine schulische Ausbildung zunächst von 2011 bis 2017 an der Karl-Hagemeister-Grundschule in Werder (Havel) und anschließend am Einstein-Gymnasium in Potsdam. 2021 wechselte er an die Sportschule Potsdam, an der er 2024 das Abitur erlangte. Seitdem studiert er an der Universität Potsdam Lehramt mit den Fächern Musik und Geschichte und ist zugleich als Sportsoldat bei der Bundeswehr aktiv.

## Bestleistungen
- 5000 m Bahngehen: 20:06,70 min, 21. Mai 2022 in Ludwigsfelde[13]
- 10.000 m Bahngehen: 40:52,97 min, 30. August 2024 in Lima (Peru)[14]
- 10 km Straßengehen: 40:53 min, 21. April 2024 in Antalya (Türkei)[15]
- 20 km Straßengehen: 1:24:35 h, 13. April 2025 in Kelsterbach[16]